# Talgangbahn
| Talgangbahn, Bahnhofsgebäude in Tailfingen |                      |                                                    |                                                |
| Streckennummer (DB): | 9464                 |                                                    |                                                |
| Kursbuchstrecke (DB): | 767                  |                                                    |                                                |
| Kursbuchstrecke: | 307q (1946)          |                                                    |                                                |
| Streckenlänge: | 8,24 km              |                                                    |                                                |
| Spurweite: | 1435 mm (Normalspur) |                                                    |                                                |
| |                      |                                                    |                                                |
| \| \| \| von Tübingen \| \| \| \| -0,70 \| \| \| \| \| -0,40 \| Übergabegleis \| Übergabegleis \| \| \| 0,000 \| Albstadt-Ebingen (ehemals Ebingen (Württ)) \| 722 m \| \| \| \| nach Sigmaringen \| \| \| \| 0,150 \| Häringsteinviadukt (275 m) über die Schmiecha \| Häringsteinviadukt (275 m) über die Schmiecha \| \| \| 0,650 \| Ebingen Häringstein (ehemals Ebingen Vorstadt) \| Ebingen Häringstein (ehemals Ebingen Vorstadt) \| \| \| 1,50 \| Ebingen Gymnasium \| 735 m \| \| \| 3,050 \| Truchtelfingen (ehemals Tailfingen-Truchtelfingen) \| 752 m \| \| \| 3,640 \| Truchtelfingen Holdertal \| 761 m \| \| \| 4,30 \| Gaswerk Tailfingen \| Gaswerk Tailfingen \| \| \| 4,50 \| Adolff Garne \| Adolff Garne \| \| \| 4,980 \| Tailfingen \| 786 m \| \| \| \| Paketpost \| \| \| \| 5,250 \| Neuweilerstraße (L 442) \| Neuweilerstraße (L 442) \| \| \| 5,560 \| Tailfingen Kirche \| 788 m \| \| \| 6,050 \| Tailfingen Schulzentrum \| 788 m \| \| \| 6,350 \| Tailfingen Buchtal \| Tailfingen Buchtal \| \| \| 6,650 \| Sägewerk Johann Ammann Söhne \| Sägewerk Johann Ammann Söhne \| \| \| 8,240 \| Onstmettingen \| 802 m \| |                      |                                                    |                                                |
| |                      | von Tübingen                                       |                                                |
| Strecke | -0,70                |                                                    |                                                |
| Abzweig geradeaus und ehemals von links · Abzweig geradeaus und nach rechts (Strecke außer Betrieb) | -0,40                | Übergabegleis                                      | Übergabegleis                                  |
| Bahnhof · Haltepunkt / Haltestelle (Strecke außer Betrieb) | 0,000                | Albstadt-Ebingen (ehemals Ebingen (Württ))         | 722 m                                          |
| Strecke nach rechts · Strecke (außer Betrieb) |                      | nach Sigmaringen                                   | nach Sigmaringen                               |
| Brücke über Wasserlauf (Strecke außer Betrieb) | 0,150                | Häringsteinviadukt (275 m) über die Schmiecha      | Häringsteinviadukt (275 m) über die Schmiecha  |
| Haltepunkt / Haltestelle (Strecke außer Betrieb) | 0,650                | Ebingen Häringstein (ehemals Ebingen Vorstadt)     | Ebingen Häringstein (ehemals Ebingen Vorstadt) |
| Haltepunkt / Haltestelle (Strecke außer Betrieb) | 1,50                 | Ebingen Gymnasium                                  | 735 m                                          |
| Bahnhof (Strecke außer Betrieb) | 3,050                | Truchtelfingen (ehemals Tailfingen-Truchtelfingen) | 752 m                                          |
| Haltepunkt / Haltestelle (Strecke außer Betrieb) | 3,640                | Truchtelfingen Holdertal                           | 761 m                                          |
| Abzweig geradeaus und nach links (Strecke außer Betrieb) | 4,30                 | Gaswerk Tailfingen                                 | Gaswerk Tailfingen                             |
| Abzweig geradeaus und nach links (Strecke außer Betrieb) | 4,50                 | Adolff Garne                                       | Adolff Garne                                   |
| Bahnhof (Strecke außer Betrieb) | 4,980                | Tailfingen                                         | 786 m                                          |
| Abzweig geradeaus und nach links (Strecke außer Betrieb) |                      | Paketpost                                          | Paketpost                                      |
| Brücke (Strecke außer Betrieb) | 5,250                | Neuweilerstraße (L 442)                            | Neuweilerstraße (L 442)                        |
| Haltepunkt / Haltestelle (Strecke außer Betrieb) | 5,560                | Tailfingen Kirche                                  | 788 m                                          |
| Haltepunkt / Haltestelle (Strecke außer Betrieb) | 6,050                | Tailfingen Schulzentrum                            | 788 m                                          |
| Haltepunkt / Haltestelle (Strecke außer Betrieb) | 6,350                | Tailfingen Buchtal                                 | Tailfingen Buchtal                             |
| Abzweig geradeaus und von rechts (Strecke außer Betrieb) | 6,650                | Sägewerk Johann Ammann Söhne                       | Sägewerk Johann Ammann Söhne                   |
| Kopfbahnhof Streckenende (Strecke außer Betrieb) | 8,240                | Onstmettingen                                      | 802 m                                          |

Die Talgangbahn war eine 8,24 Kilometer lange normalspurige private Eisenbahnstrecke auf der Schwäbischen Alb auf dem Gebiet der heutigen Stadt Albstadt im Zollernalbkreis im Süden Baden-Württembergs. Sie befand sich im Besitz der Württembergischen Eisenbahn-Gesellschaft (WEG), seit 2012 gehört die Strecke dem Zollernalbkreis. Sie wurde 1998 für den Personenverkehr und 1999 für den Güterverkehr stillgelegt, soll aber reaktiviert werden.

## Name
„Talgang“ bezeichnet das Tal des Oberlaufs des Donaunebenflusses Schmiecha, in dem die heutigen Albstadter Stadtteile Onstmettingen, Tailfingen, Truchtelfingen und Ebingen liegen. Im Volksmund wurde die Strecke auch Triebel genannt.

## Geschichte

### Errichtung und Inbetriebnahme

Häringsteinviadukt 1907

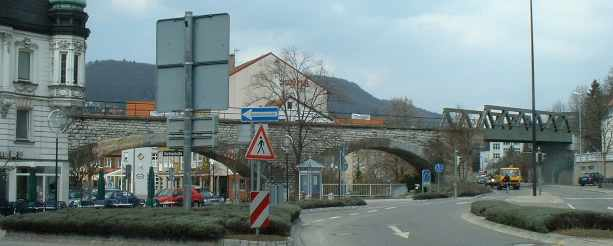
Häringsteinviadukt 2005

Die Talgangbahn wurde durch die Württembergische Eisenbahn-Gesellschaft gebaut und am 14. Juli 1901 eröffnet. Bereits 1902 wurden 100.000 Personen und 15.000 Tonnen Güter transportiert. Ein bemerkenswertes Bauwerk der Talgangbahn ist der Steinbogenviadukt in Ebingen, der in einem Bogen durch die Innenstadt führt. Diese ungünstige Führung der Trasse und die Tatsache, dass die Lage des Ebinger Bahnhofs und der Gleisanlagen die weitere wirtschaftliche Entwicklung Ebingens behindern würde, führte im Jahr 1911 zu einer Planstudie für die Verlegung des Bahnhofs in Richtung Friedhof. Der damalige Ebinger Stadtbaumeister Leo Schrein verband mit seiner Planung eines neuen Bahnhofs im Gewand „In den untern Wiesen“ gleichzeitig auch eine neue, die Innenstadt umfahrende Einfädelung der Talgangbahn in die Zollernalbbahn in südöstlicher Richtung nach Sigmaringen. Zugleich würde Platz für einen vergrößerten Güterbahnhof und das Einfädeln einer damals geplanten Heubergbahn nach Nusplingen geschaffen.

### Verkehrsrückgang und Stilllegung
Nach Einrichtung einer eigenen Omnibuslinie durch die WEG-KVG auf der parallel zur Bahn verlaufenden Hauptverkehrsstraße verblieb der Personenbeförderung auf der Bahn fast ausschließlich Schülerverkehr; die Fahrzeiten der Züge waren deshalb auf die Schulzeiten abgestimmt. An schulfreien Tagen ruhte der Fahrbetrieb. Der Personenverkehr wurde am 31. Juli 1998 eingestellt. Der Güterverkehr der ansässigen Textilindustrie nahm immer mehr ab und wurde zunehmend auf Lastkraftwagen umgestellt und am 31. Dezember 1999 ganz eingestellt, die Strecke anschließend stillgelegt, aber nicht entwidmet.

### Reaktivierung

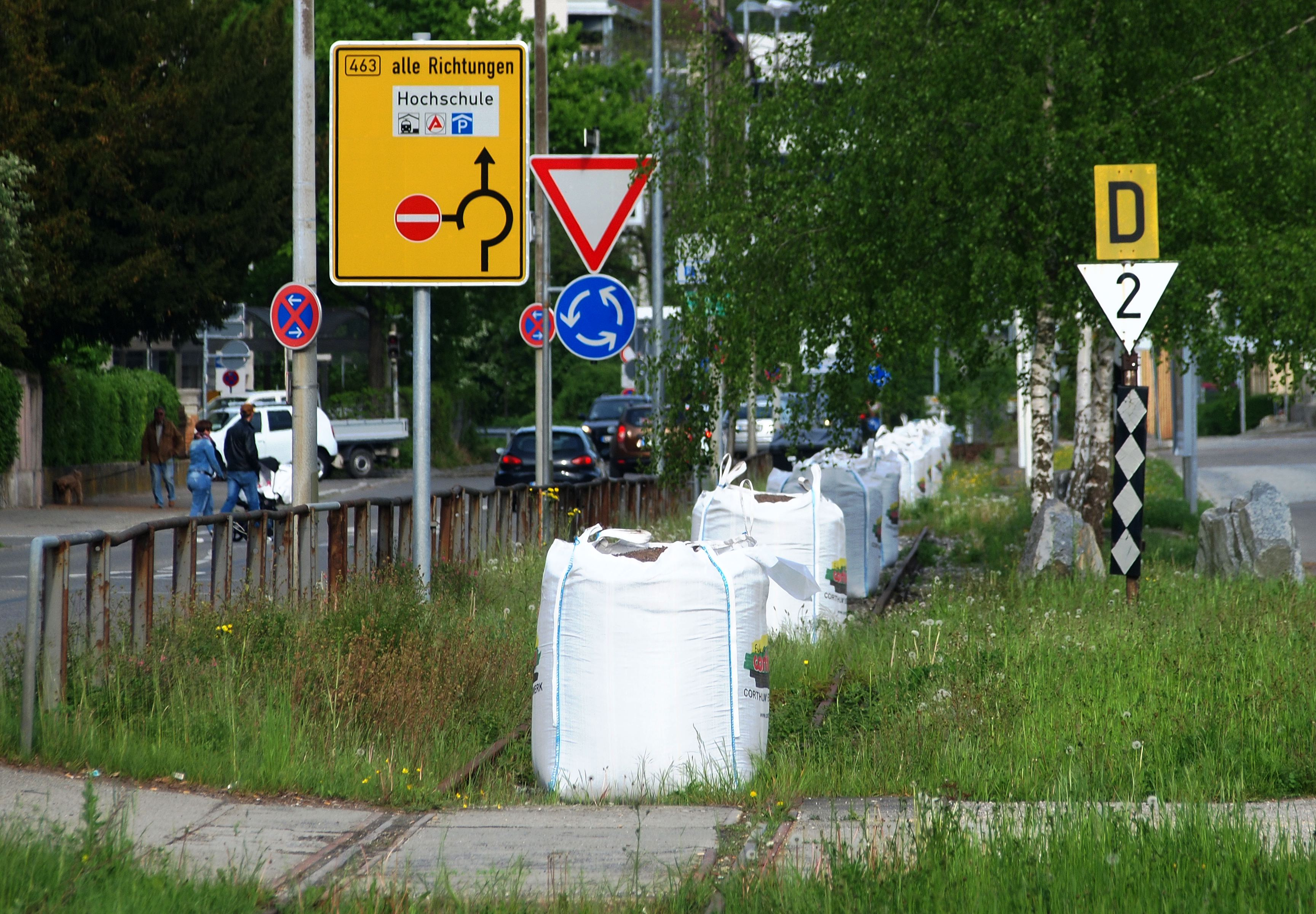
Erde-Säcke auf dem Gleis

Mitte Oktober 2002 lehnte der Albstädter Gemeinderat noch mit 22 zu 17 Stimmen Verhandlungen mit der Hohenzollerischen Landesbahn über eine Reaktivierung ab. Grund dafür waren hohe Kosten, da die Gemeinde die Anlagen von der WEG hätte erwerben und insbesondere die Bahnübergänge modernisieren müssen. In der Diskussion ist die Reaktivierung nach wie vor, die Strecke ist auch im Konzept einer Regional-Stadtbahn Neckar-Alb enthalten.
Am 22. Oktober 2012 beschloss der Kreistag, die Strecke für 13.000 Euro zu erwerben. In Vorbereitung auf das Regional-Stadtbahn-Konzept fanden im Oktober 2013 Vermessungsarbeiten an der Strecke statt.
Am 21. Juli 2014 wurden weitere Verträglichkeitsprüfungen vom Kreistag des Zollernalbkreises in Auftrag gegeben. 2014 wurde ein kurzes Stück symbolisch freigeschnitten. Auch der Betrieb von autonomen Elektrobussen wurde geprüft. 2020 wurde die Strecke erneut begutachtet.
2022 wurde eine 100-prozentige Kostenübernahme durch den Zollernalbkreis für den Inselbetrieb auf der Talgangbahn vereinbart.
Am 21. Juli 2022 beschloss der Gemeinderat der Stadt Albstadt mit 25 zu 5 Stimmen die Reaktivierung der Talgangbahn. Im Mai 2023 sagte das Land Baden-Württemberg die Übernahme der Betriebskosten eines Stundentakts nach dem Landesstandard verbindlich zu.
Im Mai 2024 ging der Zweckverband Regional-Stadtbahn Neckar-Alb vom Beginn der Entwurfs- und Genehmigungsplanung 2026, der Planfeststellung 2028 und der Inbetriebnahme frühestens 2030 aus. Im Oktober 2024 wurde die SWEG zum neuen Eisenbahninfrastrukturunternehmen bestimmt.

## Fahrzeugeinsatz
Zunächst standen zwei bei Borsig in Berlin gebaute dreiachsige Dampflokomotiven und vier Personenwagen zur Verfügung. In den 1920er Jahren wurden diese Lokomotiven von stärkeren Nassdampf-Lokomotiven abgelöst. Obwohl die Strecke in erster Linie für den Güterverkehr vorgesehen war, verkehrten von Anfang an auch fünf Personenzüge mit bis zu sieben Personenwagen. Zuletzt betrieb die WEG die Strecke mit ihren eigenen Dieseltriebwagen. Diesen stand am Endbahnhof Onstmettingen ein Lokschuppen zur Verfügung.